# Premio Benois de la Danse
El Benois de la Danse es un concurso de ballet que se celebra anualmente en Moscú. Fundado por la Asociación Internacional de la Danza en 1991, tiene lugar cada año en torno al 29 de abril y es juzgado por un jurado. Los miembros de este jurado cambian cada año y está compuesto únicamente por personalidades de primera fila del ballet.
Se entregan estatuillas a los ganadores en las categorías de logros de toda una vida, bailarina, bailarín, coreógrafo, compositor y diseñador.
El Benois de la Danse está dotado con un premio en metálico de 1.000.000 de dólares, así como con acontecimientos excepcionales ocurridos durante el año anterior en escenarios de todo el mundo. Entre ellos se incluyen papeles de baile de todo tipo, así como logros coreográficos.